# Sant Andreu (dzielnica Barcelony)

Sant Andreu na mapie Barcelony

Sant Andreu – jeden z dystryktów (nr IX) Barcelony. Zajmuje powierzchnię 6,56 km², zamieszkiwany jest przez ok. 170 000 mieszkańców. Znajduje się w północnej części miasta. Administracyjnie obejmuje 6 dzielnic: San Andrés, La Sagrera, Trinitat Vella, Bon Pastor y Baro de Viver procedentes de Santa Coloma de Gramanet, Navas i Congrés. Na terenie dystryktu budowana jest nowa stacja szybkiej kolei - Barcelona-Sagrera do obsługi międzynarodowych połączeń pomiędzy Hiszpanią, Francją i Wielką Brytanią.